# Casa de Administrare și Supraveghere a Bunurilor Inamice
Casa de Administrare și Supraveghere a Bunurilor Inamice (CASBI) a fost înființată pe baza Legii nr. 91 din 10 februarie 1945.
Prevederile legii au fost puse în practică prin Instrucțiunea nr. 3822 și mai multe decrete ministeriale.
Iată prevederile mai importante ale legii sus-menționate. CASBI:
- va prelua administrarea averilor persoanelor fizice și juridice precizate în art. 8 al Acordului de armistițiu semnat pe 12 septembrie 1944.
- numește în funcție, sau retrage numirea în funcție a acelor conducători de întreprinderi, care au fost desemnate pentru conducerea societăților afectate de art. 8.
- supraveghează întocmirea bilanțului societăților aflate sub jurisdicția Legii nr. 91, controlează activitatea lor economică și administrativă, hotărâște asupra unei eventuale dizolvări
- exercită toate atribuțiile conferite prin Tratatul de armistițiu, și legile nr. 443/1942 și 644/1944
- poate verifica la "orice bancă, societate comercială sau industrială, instituție administrativă, persoană juridică sau fizică" îndeplinirea prevederilor Legii nr. 91
- În caz de neîndeplinire a deciziilor sau ordinelor CASBI, conducerea întreprinderii sau a instituției financiare etc. pot fi sancționate cu amendă sau închisoare de până la 3 ani.

La început, CASBI a fost supravegheată de Comisia Română de Armistițiu, și după desființarea acesteia de Comisia Română de Legătură cu Comisia de Armistițiu Aliată (Sovietică). Conducătorul acestei comisiei române a fost un comunist de vază, Simon Oeriu.